# Micreremites humiliata
Micreremites humiliata är en fjärilsart som beskrevs av Walker 1861. Micreremites humiliata ingår i släktet Micreremites och familjen nattflyn. Inga underarter finns listade i Catalogue of Life.